# اوتو (اسپانیا)
اوتو (به اسپانیایی: Oto) یک منطقهٔ مسکونی در اسپانیا است که در Broto واقع شده‌است. اوتو ۷۲ نفر جمعیت دارد و ۹۳۱ متر بالاتر از سطح دریا واقع شده‌است.